# Thallosia congoicola
Thallosia congoicola är en tvåvingeart som beskrevs av H. Oldroyd 1970. Thallosia congoicola ingår i släktet Thallosia och familjen rovflugor. Inga underarter finns listade i Catalogue of Life.